# Struga (województwo dolnośląskie)
Struga (niem. Adelsbach) – wieś w Polsce, położona w województwie dolnośląskim, w powiecie wałbrzyskim, w gminie Stare Bogaczowice.

## Podział administracyjny
W latach 1975–1998 miejscowość należała administracyjnie do województwa wałbrzyskiego.

## Zabudowa
Struga charakteryzuje się zabudową łańcuchową.

## Położenie
Struga leży na północno-zachodnich przedpolach Wałbrzycha, w dolinie Czyżynki, wśród wzniesień Pogórza Wałbrzyskiego, w okolicach Masywu Trójgarbu, do którego ze Strugi prowadzi niebieski szlak. Przez miejscowość przebiega także Szlak Ułanów Legii Nadwiślańskiej. 

## Nazwa
12 listopada 1946 nadano miejscowości polską nazwę Struga.

## Historia
Pierwsze wzmianki o miejscowości pochodzą z XIII w., w związku z budową zamku Cisy. W roku 1305 wieś została wymieniona w Liber Fundationis Episcopatus Wratislavientis jako wieś z kościołem. Od roku 1400 wieś była własnością Ulricha von Czettritza, pana zamku Cisy. W okolicach Strugi dwukrotnie staczane głośne w swoim czasie bitwy.

### Bitwa pod Adelsbach w 1762
Po raz pierwszy batalia taka odbyła się 6 lipca 1762 r. podczas wojny siedmioletniej. Nastąpiła ona na skutek manewru realizowanego przez pruski korpus gen. Karla Wieda, mającego na celu odciągnięcie oddziałów austriackich od kluczowej w tej kampanii i obsadzonej przez wojska Habsburgów twierdzy w Świdnicy. Była też pierwszym znaczącym starciem obydwu przeciwników na Śląsku w 1762 r., mogącym rzutować na dalszy przebieg wojny. W jej trakcie dowodzone bezpośrednio przez króla pruskiego Fryderyka II połączone (po cudzie domu brandenburskiego) oddziały prusko-rosyjskie, liczące ponad 20 tysięcy żołnierzy, starały się przełamać obronę niewielkiego, złożonego z ok. 6000 ludzi korpusu austriackiego gen. Josefa Brentano. Kilkugodzinne zmagania, których stawką była ochrona skrzydła całej armii austriackiej feldmarszałka Dauna, zakończyły się niepowodzeniem atakujących. Mimo ponad trzykrotnej przewagi liczebnej Prusacy przerwali bitwę i pokonani wycofali się ze Strugi, tracąc 1352 żołnierzy oraz przynajmniej 3 chorągwie. Po stronie austriackiej straty były o wiele niższe i wynosiły zaledwie 254 ludzi. W bitwie ogromną rolę odegrało korzystne dla Austriaków ukształtowanie terenu (w tym wzgórze Sas) i sprawne dowodzenie, a także odwaga i brawura żołnierzy – zwłaszcza tych z węgierskiego regimentu Bethlen oraz łączonego batalionu grenadierów. W dowód zasług na polu walki głównodowodzący korpusem austriackim odznaczony został Krzyżem Wielkim Orderu Marii Teresy, a Krzyżami Kawalerskimi uhonorowano dwóch innych oficerów.

### Bitwa w 1807 roku
Czterdzieści pięć lat później miejsce to ponownie okazało się być pechowe dla żołnierzy pruskich. 15 maja 1807 r. miała miejsce w bliskiej okolicy Strugi na Czerwonym Wzgórzu bitwa polskich ułanów z Legii Polsko-Włoskiej z Prusakami, która zakończyła się dotkliwą porażką tych ostatnich.

## Zabytki
Do wojewódzkiego rejestru zabytków wpisane są:
- kościół pw. Matki Bożej Bolesnej, XIV-wieczny, przebudowany w 1532 r., następnie odnawiany w 1860 r., 1930 r. i 1960 r. Wewnątrz budynku znajduje się m.in. rzeźba Madonny z Dzieciątkiem w stylu gotyckim, pochodząca z drugiej połowy XV wieku. Niedaleko budynku kościoła położone są nagrobki z lat 1541–1605[5].
- dzwonnica cmentarna, z XVII w.
- zespół pałacowy, z XVII-XIX w.:
  - pałac Czettritzów[8][9], kamienno-ceglany z około 1730 r. Pałac powstał w miejscu zamku obronnego z drugiej połowy XVI wieku. Od lat 60. XX w. popadał w ruinę, od 2003 r. stopniowo odbudowywany[10].
  - oficyna, z 1560 r., przebudowana w 1730 r., przełom XIX/XX w.
  - park

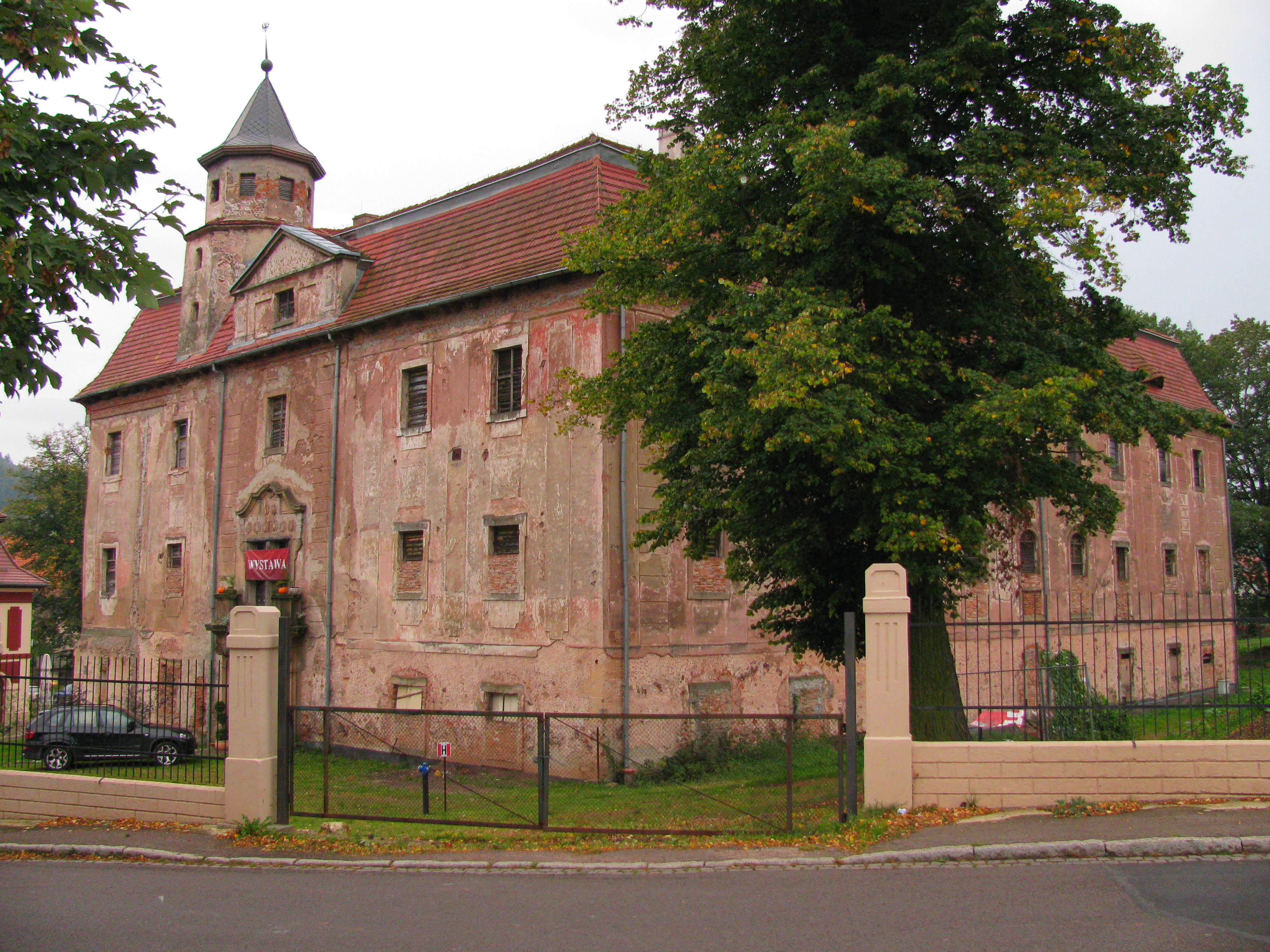
Pałac Adelsbach w Strudze
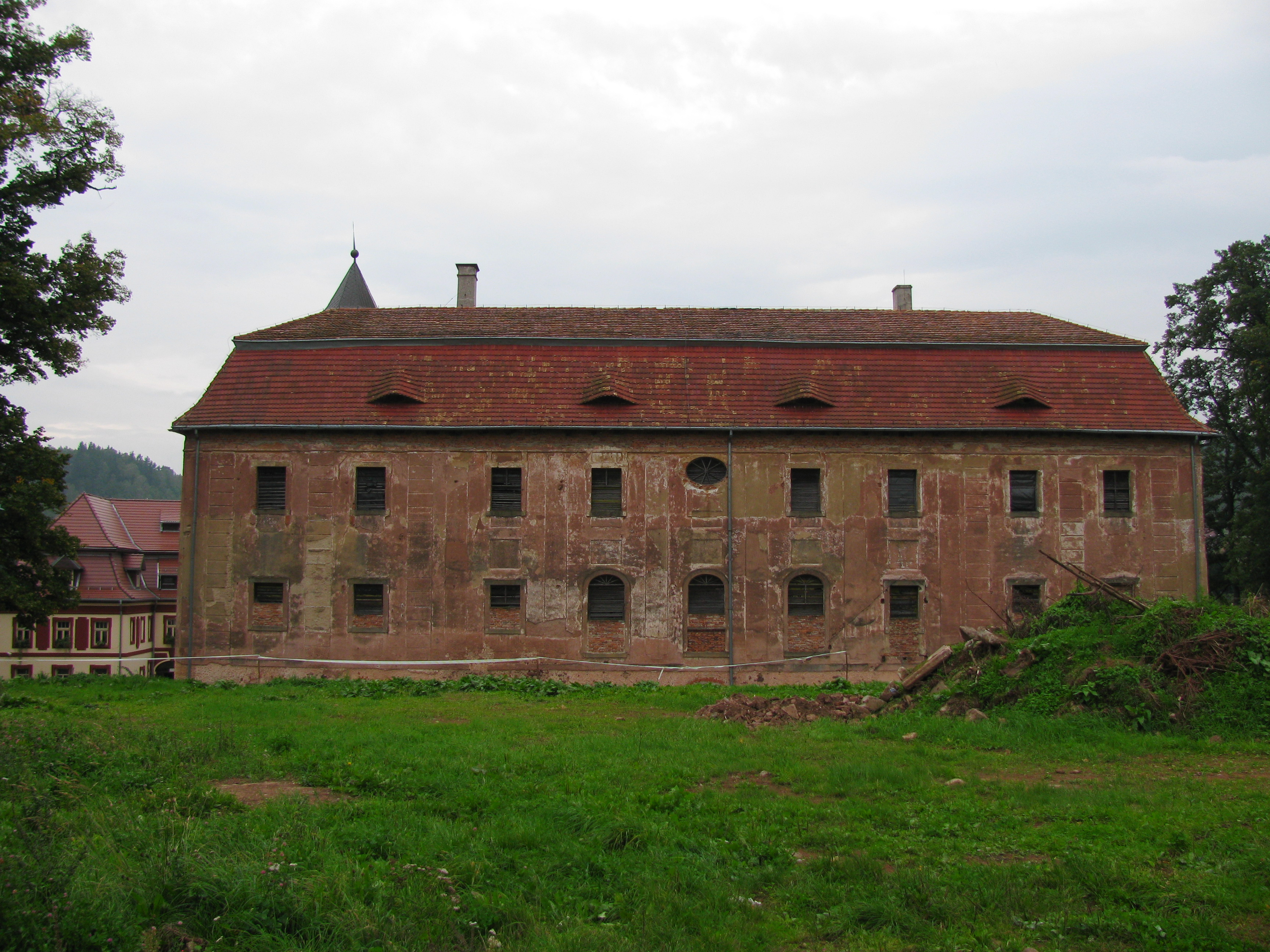
Pałac Adelsbach w Strudze
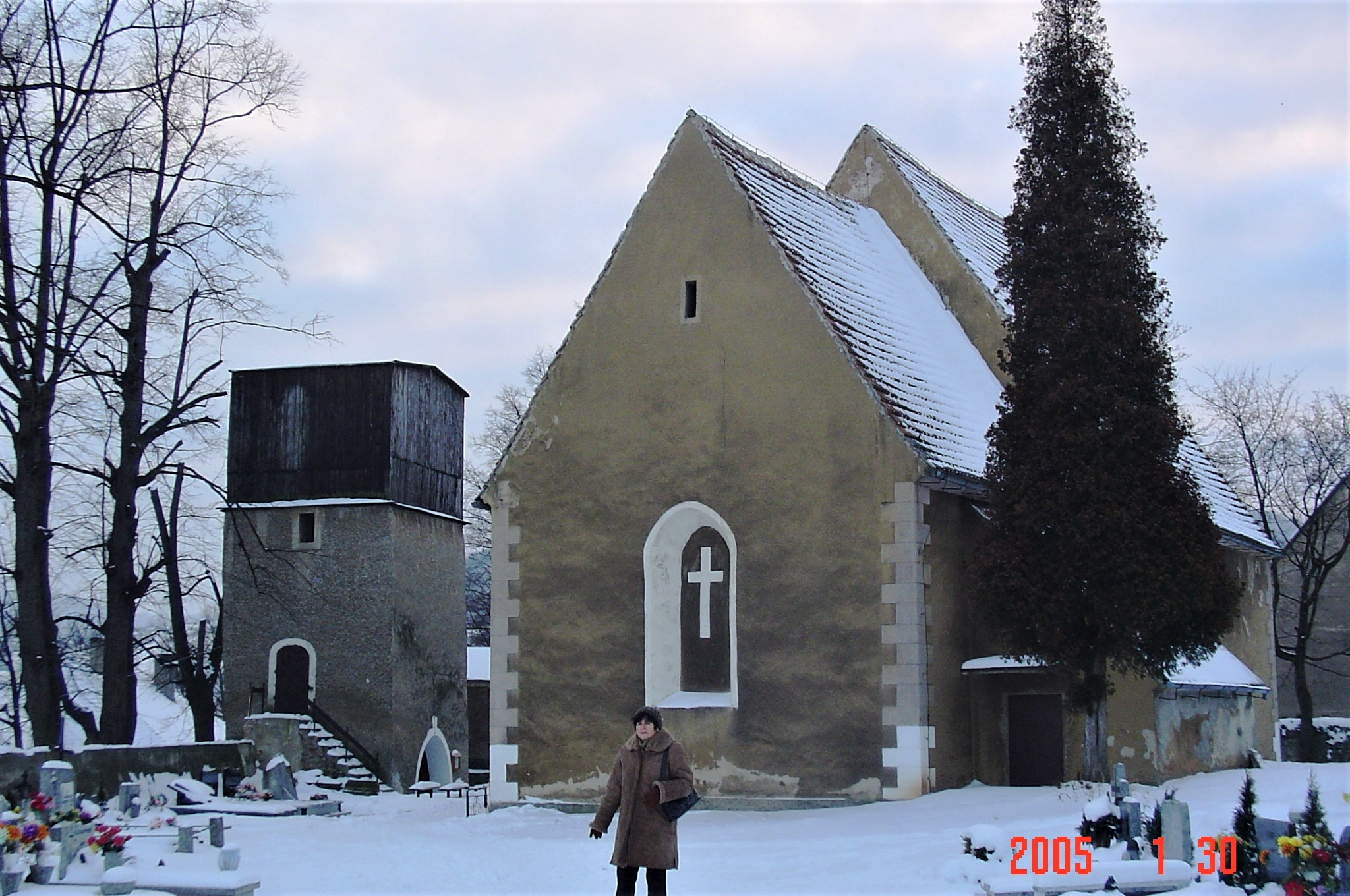
Kościół w Strudze
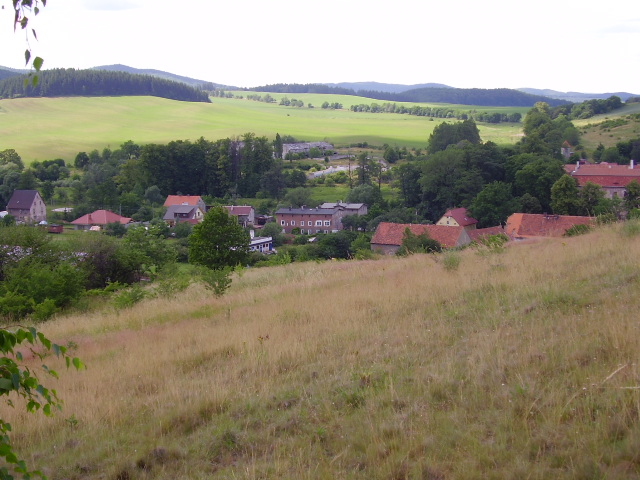
Widok na wieś
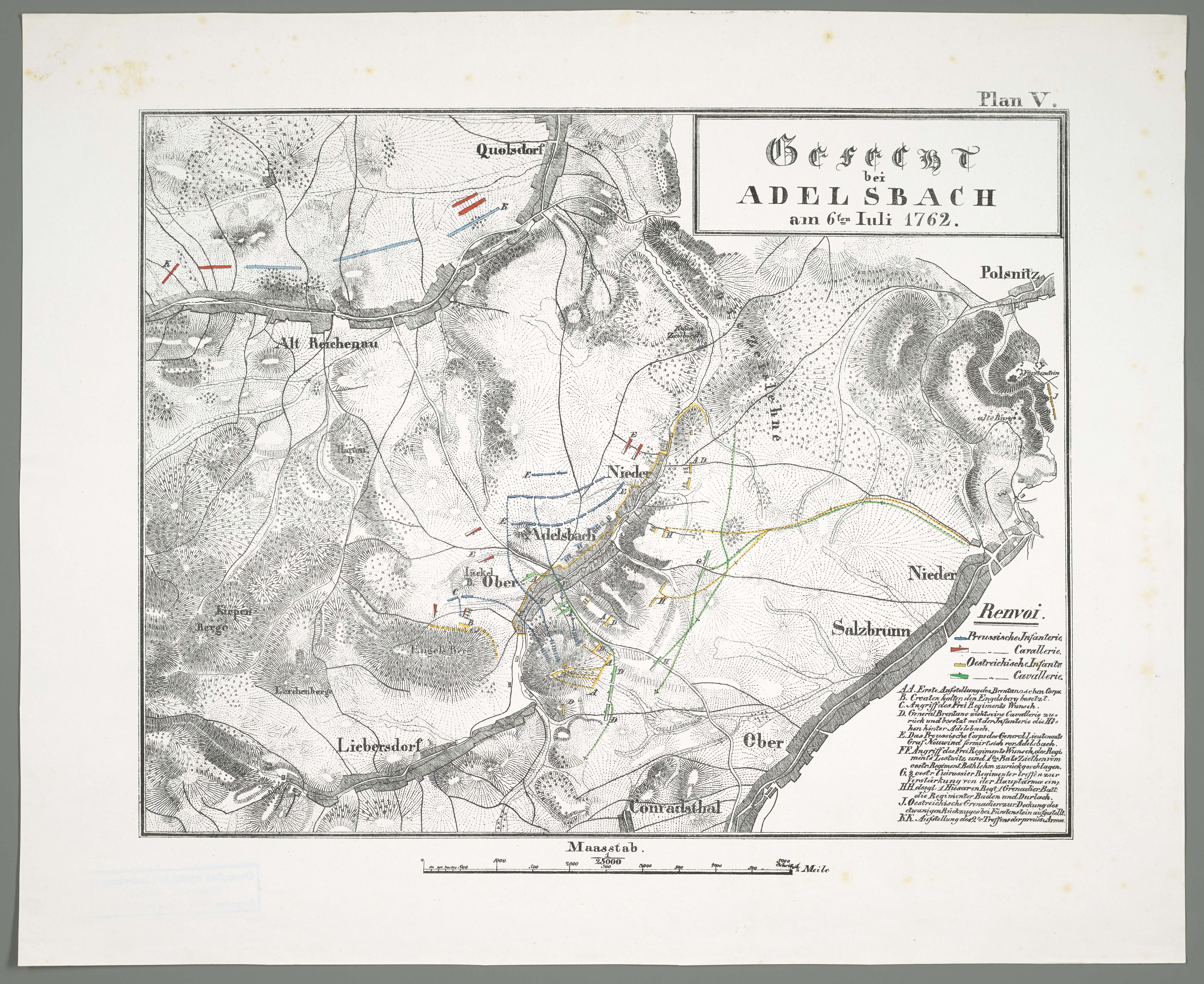
Plan bitwy z 1762 roku
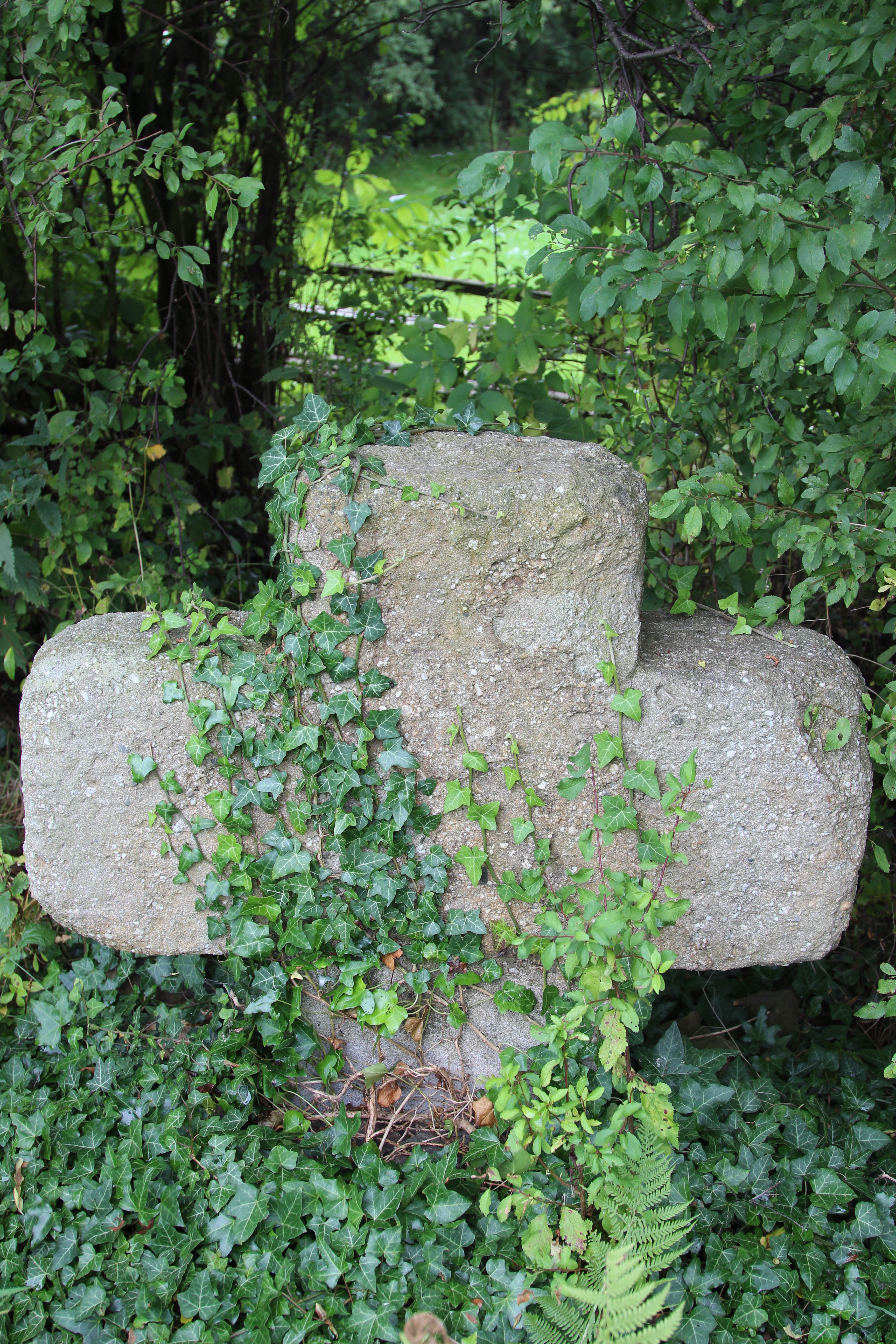
Krzyż pokutny w Strudze